# Ri Se-gwang (Turner)
Ri Se-gwang (* 21. Januar 1985 in der Provinz Hamgyŏng-namdo) ist ein nordkoreanischer Kunstturner. Seine bisher größten Erfolge sind der Gewinn der Goldmedaille im Sprung bei den Turn-Weltmeisterschaften 2014 in Nanning sowie den Olympischen Spielen in Rio de Janeiro 2016. Damit ist er nach 18 Jahren der erste nordkoreanische Weltmeister im Gerätturnen und nach Pae Gil-su erst der Zweite dem dies überhaupt gelingt. Bei den Turn-Weltmeisterschaften 2015 in Glasgow konnte er seinen Titel verteidigen.